# Wiremu Kīngi Maketū
Wiremu Kīngi Maketū (noto anche come Maketū Wharetotara o Waretotara; 1824 circa – 7 marzo 1842) è stata la prima persona giustiziata sotto il dominio britannico in Nuova Zelanda.
Maketū è stato anche il primo Maori neozelandese a essere processato e punito sulla base della sovranità britannica sulla Nuova Zelanda.

## Biografia

### Gli omicidi sull'isola di Motuarohia
Maketū era il figlio di Ruhe di Waimate, un capo dei Ngāpuhi. Maketū venne accusato dell'omicidio di 5 persone il 20 novembre 1841 sull'isola di Motuarohia nella Baia delle Isole. Fu accusato di aver ucciso Thomas Bull (chiamato nel seguente processo col nome di Tamati Puru) con una adze, uno strumento rudimentale molto simile a un'ascia. Il movente di questo omicidio era che Thomas Bull aveva maltrattato Maketū.
Maketū venne inoltre accusato di aver ucciso la sua datrice di lavoro Elizabeth Roberton (una vedova), i suoi due figli e Isabella Brind, nipote di Rewa, un capo del Ngai Tawake, hapū dell'iwi Ngāpuhi di Kerikeri . I genitori di Isabella erano Moewaka (figlia di Rewa) e il capitano William Darby Brind . È stato anche accusato di aver dato alle fiamme la casa della signora Roberton.

### Dibattiti tra i Ngāpuhi sulla consegna di Maketū alle autorità coloniali
All'inizio i Ngāpuhi si rifiutarono di consegnare Maketū alle autorità coloniali al fine di processarlo. Successivamente Ruhe, il padre, acconsentì. Si presume che a influenzare questa decisione ci fosse la morte del nipote di Rewa, per la quale andava rispettata la legge dell'utu Hōne Heke, che era stato assente dalla Baia delle Isole, al suo ritorno esortò i Ngāpuhi al confronto contro il governo.
Un incontro dei Ngāpuhi venne organizzato dal reverendo Henry Williams a Paihia su richiesta di Tāmati Wāka Nene. L'incontro ebbe luogo il 16 dicembre 1841 e includeva i Ngāpuhi di Whangaroa e Hokianga, con più di mille presenti. L'incontro è stato turbolento con Heke che espresse la sua opposizione alla resa di Maketū. Quando si alzò per parlare, interruppe Paerau che stava parlando, arrivando brandendo l'ascia contro quest'ultimo. Dopo di ciò Whiria (Pōmare II) lasciò l'incontro in quanto non voleva essere coinvolto negli scontri tra i diversi hapū dei Ngāpuhi, già avvenuti nel 1830 nella cosiddetta Guerra delle Ragazze. Heke non persuase il Ngāpuhi ad accettare la sua posizione. L'incontro si concluse con Heke e i suoi sostenitori che fecero un Haka sulla spiaggia di Paihia, sparando con i loro moschetti carichi.
Henry Williams ha preparato una dichiarazione di risoluzioni fatte dai Ngāpuhi che si sono dissociati dall'azione di Maketū. Tale dichiarazione venne firmata da Tāmati Wāka Nene, Pomare II, Waikato, Rewa e Ruhe (il padre di Maketū). Questa è stato poi inviata a George Clarke, il quale era stato nominato "Protettore degli aborigeni" dal Luogotenente Governatore William Hobson. La dichiarazione è stata poi pubblicata su The New Zealand Herald e Auckland Gazette. Ruhe sembra essere stato sopraffatto dai capi Ngāpuhi sostenitori della resa di Maketū, poiché in seguito egli sembrava essersi pentito della sua decisione arrivando a minacciare di sparare al bestiame di George Clarke perché aveva fatto prigioniero suo figlio ad Auckland .

### Il processo a Maketū per omicidio
A partire dal 1 marzo 1842, Maketū venne processato presso la Corte Suprema di Auckland sotto la presidenza del Giudice Capo William Martin . Era la prima volta che un Maori veniva portato davanti ai tribunali coloniali. C.B. Brewer venne dichiarato consulente legale di Maketū solo un'ora prima dell'inizio del processo; non potendo così avere l'opportunità di comunicare con il suo assistito, né esaminare le deposizioni prima di entrare in tribunale quella mattina. Brewer ha sostenuto che il tribunale non aveva giurisdizione su Maketū, sulla base dell'ignoranza dell'imputato a riguardo del crimine di omicidio. Crimine appartenente al diritto penale della colonia, il quale non poteva essere compreso dal Maori, non possedendone i mezzi o le opportunità. William Swainson, l'avvocato dell'accusa, sostenne l'esistenza di un regolamento unico e valevole per tutte le persone, siano esse Maori o Pākehā . Martin CJ stabilì che Maketū poteva essere processato e quindi punito dal tribunale.
Maketū si dichiarò non colpevole. La giuria dopo aver ascoltato le prove delle confessioni di Maketū sugli omicidi lo giudicò colpevole di omicidio e lo condannò a morte. Fu impiccato all'angolo tra Queen e Victoria Street ad Auckland. La mattina della sua esecuzione, chiese di essere battezzato in rito anglicano, prendendo i nomi cristiani "Wiremu Kīngi". Appena prima della sua esecuzione, Maketū dettò una dichiarazione in cui affermava che la sua esecuzione era solo per colpa sua e che aveva pregato Dio di lavare via i suoi peccati.
Maketū aveva circa 16 anni quando vennero commessi i crimini. Fu giustiziato ad Auckland il 7 marzo 1842.

### Le conseguenze del processo
Più tardi, nel 1842, Swainson, che era il procuratore generale, scrisse al Colonial Office, fornendo la sua opinione legale, affermando che il procedimento era un'usurpazione della sovranità Maori e andava oltre le disposizioni del Trattato di Waitangi . La risposta di James Stephen del Colonial Office concluse: "Il signor Swainson potrebbe pensare che ciò sia ingiusto o impolitico o incoerente con i precedenti atti, ma è comunque stato fatto". Nel 2013 Paul Moon commenta che "ciò che ha reso possibile questa estensione della legge britannica alle comunità Maori fu la risoluzione che i venti capi firmarono il 16 dicembre 1841".
Questi eventi furono considerati un punto di svolta nella storia della colonia, poiché Hōne Heke divenne un antagonista dell'amministrazione coloniale e iniziò a raccogliere sostegno tra i Ngāpuhi per una ribellione contro il governo della colonia, avvenuta poi nel 1845 con la guerra di Flagstaff.